# NGC 7177
NGC 7177 este o liner situată în constelația Pegas. A fost descoperită în 1784 de către William Herschel. Se află la o distanță de 25,12 de megaparseci de Pământ.